# La pesadilla de Susi
La pesadilla de Susi (en inglés, An American Rhapsody; en húngaro, Amerikai rapszódia) es una película dramática húngaroestadounidense de 2001 dirigida por Éva Gárdos y basada en una experiencia real de la directora. El argumento sigue la historia de una joven húngara de 6 años que se reúne con su familia en Estados Unidos y que con 15 decide regresar a Hungría.

## Argumento
Tras el final de la Segunda República Húngara y la consecuente ocupación comunista del país en 1950, Peter y Margit (Tony Goldwyn y Nastassja Kinski) se ven obligados a abandonar Hungría y trasladarse a Estados Unidos con su hija mayor María (Mae Whitman), sin embargo también se ven obligados a dejar atrás a su hija Suzanne (Raffaella Bánsági) de menos de 2 años. No obstante, sus padres les confían el cuidado de la pequeña a sus abuelos (Ágnes Bánfalvy y Zoltán Seress, los cuales a su vez la envían a la granja de unos amigos (Zsuzsa Czinkóczi y Balázs Galkó) por la represión política.
Cinco años después, Peter y Margit escriben varias cartas, entre ellas a la Cruz Roja para que les traigan a su hija de [ya] seis años (Kelly Endrész Banlaki). Una vez allí, entra en conflicto consigo misma al tener que adaptarse a una nueva vida y aceptar vivir bajo el techo de sus padres a los que considera unos extraños. Al cumplir los quince (Scarlett Johansson) entra en una fase rebelde y su madre al ser incapaz de controlarla, esta le pide a su esposo que hable con ella. Finalmente su padre le da permiso para volver a Hungría tal como le prometió de niña a los granjeros a los que consideraba sus padres. Una vez llega a Budapest, trata de descubrir su pasado y su verdadera identidad.

## Reparto
- Tony Goldwyn es Peter Sandor.
- Nastassja Kinski es Margit Sandor.
- Raffaella Bánsági es Suzanne (bebé).
- Kelly Endrész Banlaki es Suzanne (5-6 años).
- Scarlett Johansson es Suzanne Sandor (15 años).
- Mae Whitman es Maria Sandor (10 años).
- Larisa Oleynik es Maria Sandor (18 años).
- Zsuzsa Czinkóczi es Teri.
- Balázs Galkó es Heno.
- Ágnes Bánfalvy es Helen.
- Zoltán Seress es George.
- Lisa Jane Persky es Patti.
- Colleen Camp es Dottie.
- Emmy Rossum es Sheila (15 años).
- Éva Szörényi es Éva.
- Kata Dobó es Claire.
- Jacqueline Steiger es Betty.

## Recepción
- Premio Young Artist

Scarlett Johansson a la Mejor Actriz